# Nederlands Uitvaart Museum Tot Zover
Das Nederlands Uitvaart Museum Tot Zover (deutsch Niederländisches Bestattungsmuseum) ist ein Museum in Amsterdam, das von der Geschichte des Umgangs mit dem Tod handelt. Es befindet sich am Rande des Friedhofs De Nieuwe Ooster.

## Geschichte
Die Idee für ein Museum über Begräbnisriten stammt aus den 1960er Jahren. 1990 wurde die niederländische Bestattungsmuseums-Stiftung gegründet. 2000 einigte man sich auf den Ort für das Museum. Im März 2005 begannen die Bauarbeiten und Renovierungsarbeiten. Das Museum wurde im Dezember 2007 eröffnet.

## Sammlung
Die Sammlung umfasst Vieles, was im Zusammenhang mit Traditionen und Praktiken von Begräbnis und Trauer (Sepulkralkultur) in den Niederlanden steht: Gemälde, Totenmasken, Grabsteine, Särge und Urnen, Leichenwagen, Lotuspulver, Kampfer und Moschus. Die Ausstellung ist in die Bereiche Rituale, Körper, Trauer und Erinnerung und Memento mori eingeteilt.